# Christian Friedrich August Sommer
Christian Friedrich August Sommer († nach 1834) war ein deutscher Lokalpolitiker und Rittergutsbesitzer. 

## Leben
Sommer war in der 1. Hälfte des 19. Jahrhunderts Landrat des preußischen Kreises Schweinitz in der Provinz Sachsen. Sein Dienstort war die Stadt Herzberg (Elster). Von einem Verwandten kaufte er den Deutschen Hof in Dommitzsch ab, in dem sich bis in das 18. Jahrhundert eine Kommende der Deutschordensballei Sachsen befunden hatte. Dieses Lehngut erwarb er am 28. Mai 1829 für 28.000 Taler. Am 7. September 1835 verkaufte er als Landrat den Deutschen Hof weiter an den Amtmann Erdmann Friedrich Herrmann sen.